# Indijanac (zviježđe)
Indijanac (lat. Indus) je zviježđe na južnom nebu koje je prvo profesionalno ispitano od strane Europljana u 1590-ima. Zauzima površinu od 294 kvadratna stupnja na nebu, sadrži 38 zvijezda vidljivih golim okom. Nalazi se preko 25° južno od Jarčeve obratnice. Južno od jarčeve obratnice leže samo četiri zemlje, ostatak čine dijelovi oceana i Antarktika, a deset zemalja je rasprostranjeno duž obratnice, a svijetli pravokutni trokut većinu se godine može vidjeti s ekvatora.
Zviježđe je vidljivo na geografskim širinama između + 15° i −90°. Najbolje je vidljivo u 21:00 tijekom mjeseca rujna.

## Značajke
Alfa Indijanca, je najsjajnija zvijezda, narančasti je div prividne magnitude 3,11, udaljen 101 svjetlosnu godinu. Beta Indijanca narančasti je div magnitude 3,7, udaljen 600 svjetlosnih godina. Delta Indijanca je bijela zvijezda magnitude 4,4, udaljena 185 svjetlosnih godina od Zemlje. Njih troje tvore gotovo savršeni pravokutni trokut, takav da Beta označava pravi kut i nalazi se na jugoistoku.
Epsilon Indi jedna je od najbližih zvijezda Zemlji, udaljena otprilike 11,8 svjetlosnih godina. To je narančasti patuljak magnitude 4,7, što znači da je žuti patuljak Sunce nešto topliji i veći. Otkriveno je da sustav sadrži par binarnih smeđih patuljaka i dugo je bio glavni kandidat u SETI studijama. Ova zvijezda ima treće po veličini vlastito gibanje od svih zvijezda vidljivih prostim okom, smješteno iza Groombridgea 1830. i 61 Cygnija (61 Labuda), te sveukupno deveto po veličini. Zbog toga će se zvijezda preseliti u zviježđe Tukana oko 2640. godine.
Indijanac je dom jedne svijetle binarne zvijezde. Theta Indijanca je binarna zvijezda djeljiva u malim amaterskim teleskopima, udaljena 97 svjetlosnih godina od Zemlje. Primarna mu je bijela zvijezda magnitude 4,5, a sekundarna bijela zvijezda magnitude 7,0.  blizu hipotenuze pravokutnog trokuta koje čini zviježđe Indijanac.
T Indi je jedina svijetla promjenljiva zvijezda u Indijancu. Riječ je o polupravilnom crvenom divu s razdobljem od 11 mjeseci, udaljenom 1900 svjetlosnih godina. Njegova minimalna prividna magnituda je 7, a najveća: 5.
Najpoznatije galaktike u ziježđu su NGC 7090 i NGC 7049.
Zviježđe posjeduje 3 zvijezde koje imaju potvrđene egzoplanete.
All Sky Automated Survey for SuperNovae (ASAS-SN) u 2015. godini otkrila je supernovu, nazvanu ASASSN-15lh (također označena kao SN 2015L). Na temelju studije koju su proveli Subo Dong i tim s Instituta za astronomiju i astrofiziku Kavli (KIAA) sa Sveučilišta u Pekingu, bila je približno dvostruko svjetlija za svaku otkrivenu supernovu, a na vrhuncu je bila gotovo 50 puta intrinzičnija od Mliječnog puta. Njena udaljenost: približno 3,82 gigasvjetlosne godine, što označava dob približno polovinu starosne dobi svemira.

## Povijest
Zviježđe je stvorio Petrus Plancius koji je od promatranja Pietera Dirkszoona Keysera i Fredericka de Houtmana napravio prilično veliki nebeski globus. Prvi prikaz ovog zviježđa u nebeskom atlasu uslijedio je u Uranometriji Johanna Bayera 1603. Plancius je lik prikazao kao golog mužjaka s tri strijele u jednoj i jednom u drugoj ruci, kao domaćem čovjeku, kojem nedostaje tobolac i luk. To je među dvanaest zviježđa koje su uveli Keyser i de Houtman, a koja su se prvi put pojavila 1598. godine.

## Galerija
- Indijanac (sredina gore)  izvodu iz Uranometrije Johanna Bayera; njegovo prvo pojavljivanje u nebeskom atlasu.
- Zviježđe Indijanac kako je vidljivo golim okom.
- ASASSN-15lh
- NGC 7049
- Sustav Epsilon Indi (umjetnička koncepcija)

## Vanjske poveznice
- Duboki fotografski vodič kroz zviježđa: Indijanac
- Interaktivna karta Indijanca  Arhivirana inačica izvorne stranice od 26. ožujka 2023. (Wayback Machine)
- Fotografija zvjezdane noći: Sazviježđe Ind
- Zvjezdane priče – Indijanac